# Grand Prix automobile de Turquie 2006
GP précédent GP suivant
Le Grand Prix automobile de Turquie 2006 (2006 Formula 1 Petrol Ofisi Turkish Grand Prix), disputé sur le circuit d'Istanbul Park à Istanbul le 27 août 2006 est la 764e épreuve du championnat du monde de Formule 1 courue depuis 1950 et la quatorzième manche du championnat 2006.
Il a été remporté par le Brésilien Felipe Massa qui avait signé la veille sa première pole position.

## Séance de qualifications

### Résultats des qualifications
Les deux pilotes Ferrari ont une nouvelle fois - la quatrième de la saison - réalisé le doublé lors de la séance de qualification. Mais cette fois, c'est le Brésilien Felipe Massa qui a obtenu le droit de s'élancer en tête (pour la première fois de sa jeune carrière), ayant devancé son aîné, Michael Schumacher (2e), de près de 4/10 de seconde. La seconde ligne était occupée par les deux pilotes de l'écurie championne du monde, Renault, Fernando Alonso (3e) ayant une nouvelle fois dominé l'Italien Giancarlo Fisichella. Ils étaient suivis par Nick Heidfeld (BMW Sauber) (5e) et Jenson Button (Honda) (6e). Ralf Schumacher (Toyota), qui avait réussi le 5e temps a dû reculer de dix places sur la grille pour avoir été obligé de changer de moteur. Les McLaren ont une nouvelle fois été à la peine, Kimi Räikkönen partant de la huitième place et Pedro de la Rosa de la onzième.

### Grille de départ
| Pos | Pilote               | Écurie              | Qualification 3 | Qualification 2 | Qualification 1 |
| --- | -------------------- | ------------------- | --------------- | --------------- | --------------- |
| 1   | Felipe Massa         | Ferrari             | 1 min 26 s 907  | 1 min 27 s 059  | 1 min 27 s 306  |
| 2   | Michael Schumacher   | Ferrari             | 1 min 27 s 284  | 1 min 25 s 850  | 1 min 27 s 385  |
| 3   | Fernando Alonso      | Renault             | 1 min 27 s 321  | 1 min 26 s 917  | 1 min 27 s 861  |
| 4   | Giancarlo Fisichella | Renault             | 1 min 27 s 564  | 1 min 27 s 346  | 1 min 28 s 175  |
| 5   | Ralf Schumacher*     | Toyota              | 1 min 27 s 569  | 1 min 27 s 062  | 1 min 27 s 668  |
| 6   | Nick Heidfeld        | BMW Sauber          | 1 min 27 s 785  | 1 min 27 s 251  | 1 min 28 s 200  |
| 7   | Jenson Button        | Honda               | 1 min 27 s 790  | 1 min 26 s 872  | 1 min 28 s 222  |
| 8   | Kimi Räikkönen       | McLaren-Mercedes    | 1 min 27 s 866  | 1 min 27 s 202  | 1 min 28 s 236  |
| 9   | Robert Kubica        | BMW Sauber          | 1 min 28 s 167  | 1 min 27 s 405  | 1 min 28 s 212  |
| 10  | Mark Webber          | Williams-Cosworth   | 1 min 29 s 436  | 1 min 27 s 608  | 1 min 28 s 307  |
| 11  | Christian Klien      | Red Bull-Ferrari    |                 | 1 min 27 s 852  | 1 min 28 s 271  |
| 12  | Pedro de la Rosa     | McLaren-Mercedes    |                 | 1 min 27 s 897  | 1 min 28 s 403  |
| 13  | Jarno Trulli         | Toyota              |                 | 1 min 27 s 973  | 1 min 28 s 549  |
| 14  | Rubens Barrichello   | Honda               |                 | 1 min 28 s 257  | 1 min 28 s 411  |
| 15  | Nico Rosberg         | Williams-Cosworth   |                 | 1 min 28 s 386  | 1 min 28 s 889  |
| 16  | Christijan Albers*   | Midland-Toyota      |                 | 1 min 28 s 639  | 1 min 29 s 021  |
| 17  | David Coulthard      | Red Bull-Ferrari    |                 |                 | 1 min 29 s 136  |
| 18  | Scott Speed          | Toro Rosso-Cosworth |                 |                 | 1 min 29 s 158  |
| 19  | Vitantonio Liuzzi    | Toro Rosso-Cosworth |                 |                 | 1 min 29 s 250  |
| 20  | Tiago Monteiro       | Midland-Toyota      |                 |                 | 1 min 29 s 901  |
| 21  | Sakon Yamamoto       | Super Aguri-Honda   |                 |                 | 1 min 30 s 607  |
| 22  | Takuma Satō          | Super Aguri-Honda   |                 |                 | 1 min 30 s 850  |

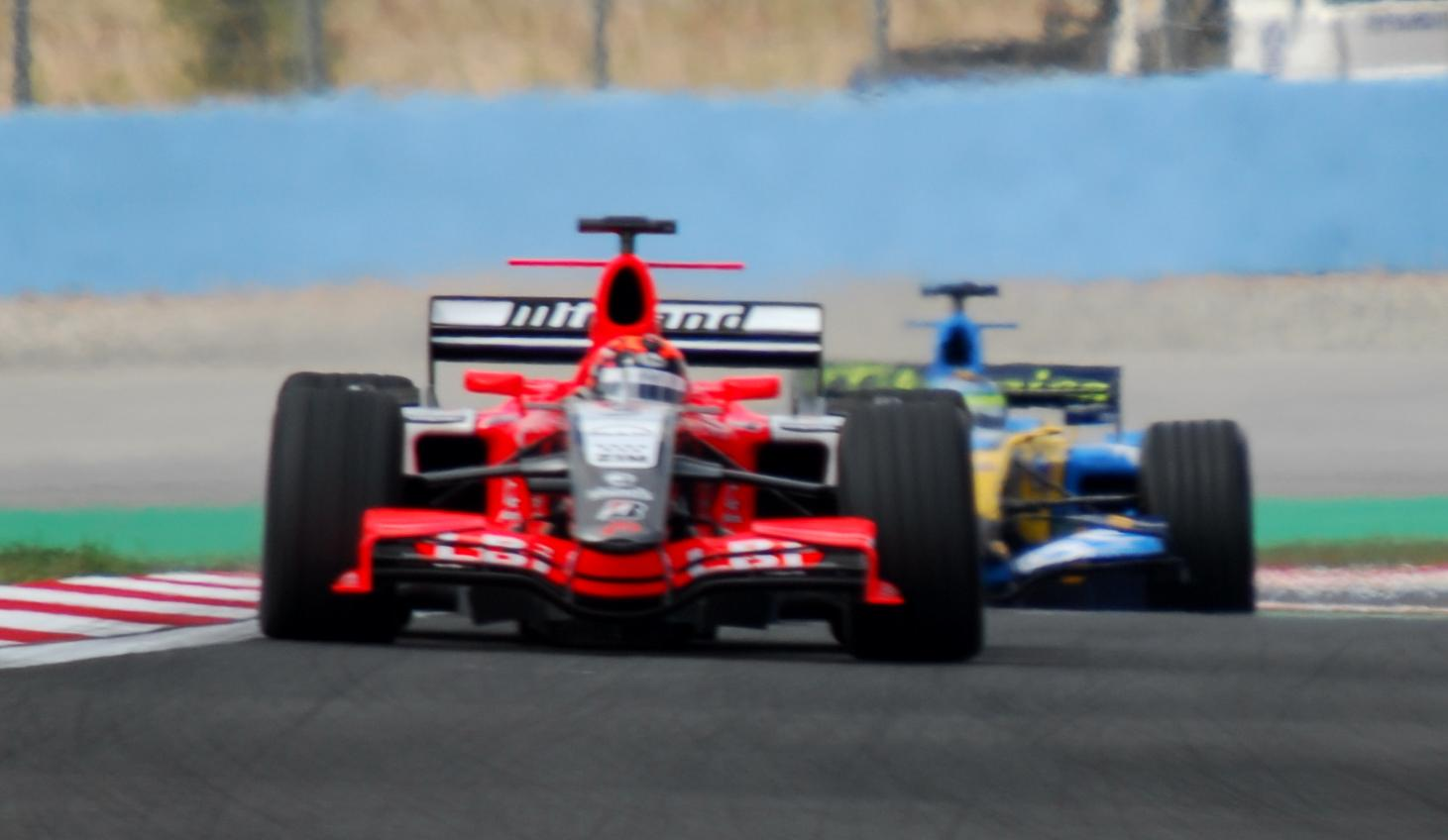
Christijan Albers au Grand Prix de Turquie 2006

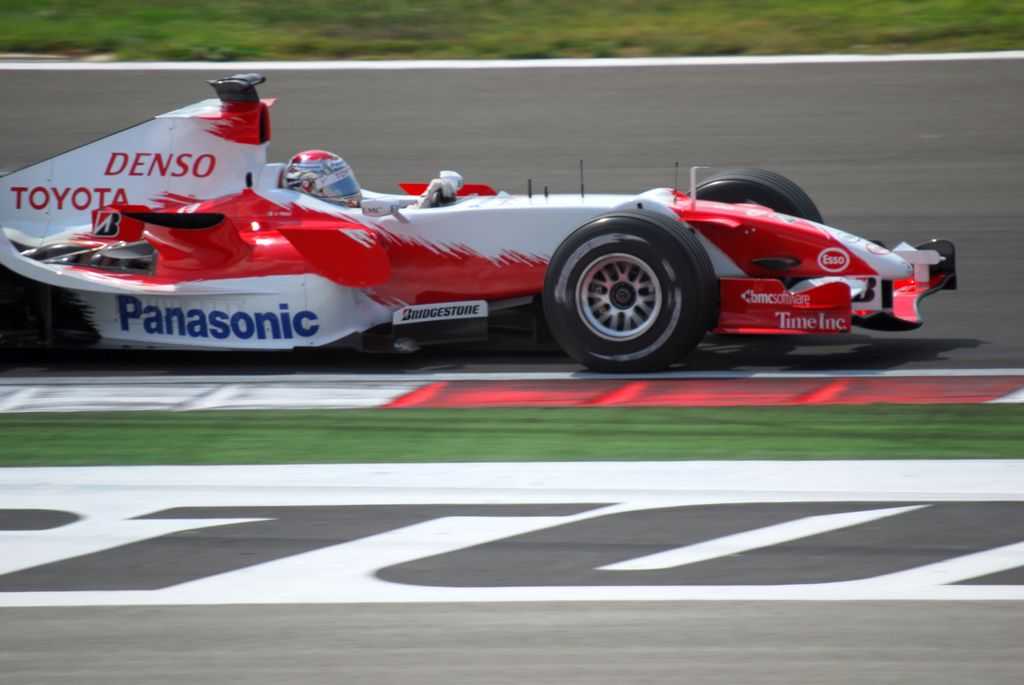
Jarno Trulli sur Toyota au Grand Prix de Turquie

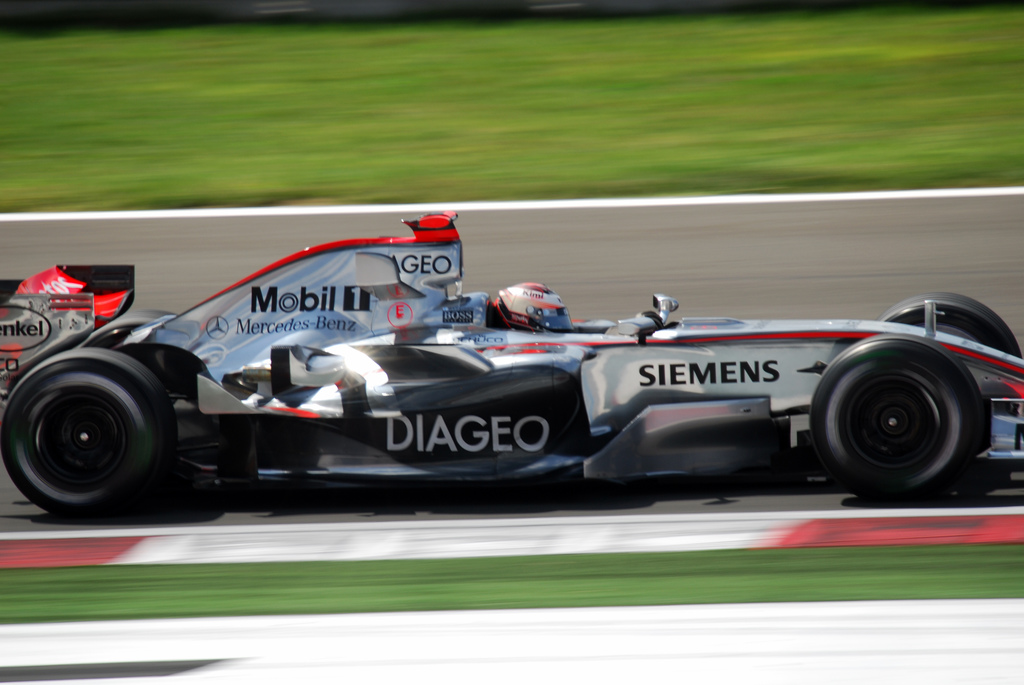
Kimi Raikkonen au Grand Prix de Turquie

- Note : Ralf Schumacher et Christijan Albers ont été sanctionnés d'une pénalité les obligeant à reculer de 10 places sur la grille en raison du changement de leur moteur, de ce fait, Ralf a dû s'élancer de la 15e place, tandis qu'Albers partit en 22e et dernière position.

## Course

### Déroulement de l'épreuve
À l'extinction des feux, Alonso s'immisçait entre les deux Ferrari. Au premier freinage, Schumacher intimidait son adversaire, provoquant un écart du pilote espagnol, qui eut pour effet d'entraîner un tête-à-queue de son équipier Giancarlo Fisichella, repoussé au fond du peloton. Fisico - auteur par la suite d'une superbe remontée qui lui permit de terminer sixième - ne fut pas la seule victime de la manœuvre : touché à l'arrière gauche par Scott Speed (Toro Rosso) en perdition, Kimi Räikkönen devait rentrer au stand, pour réparer les dégâts. À peine reparti, il terminait sa course dans les pneus de protection après un tout droit. Au dixième tour, Massa, confortablement installé en tête, et Schumacher comptaient déjà respectivement 10 et 8 secondes d'avance sur Alonso. Mais, la Toro Rosso de Vitantonio Liuzzi, victime d'une panne de transmission, s'immobilisa dans un virage, entraînant l'entrée en piste de la voiture de sécurité au douzième tour. Les trois leaders se précipitèrent aux stands pour ravitailler. Schumacher ayant du patienter derrière son équipier se faisait subtiliser la seconde place par Alonso. La course se résumera dès lors à un cavalier seul de Massa en tête, et au duel que se livrèrent les deux leaders du championnat. Dans le second relais, des Bridgestone en difficulté et une incursion hors piste coûtaient sept secondes à Schumacher, qui regagna malgré tout le terrain perdu, pour harceler Alonso dans les quinze derniers tours. Le champion du monde en titre défendit magnifiquement sa seconde place jusqu'au bout, sous la pression permanente de son adversaire direct au championnat. Comme Jenson Button, trois semaines auparavant en Hongrie, Felipe Massa remportait sa première victoire, devançant Alonso (2e) qui récupérait deux points d'avance au championnat sur Schumacher (3e). A quatre courses de la fin, 12 points séparent désormais les deux prétendants au titre. Dans sa course-poursuite derrière Alonso, Schumacher réalisa au 55e tour le meilleur tour en course en 1 min 28 s 005.

### Classement de la course

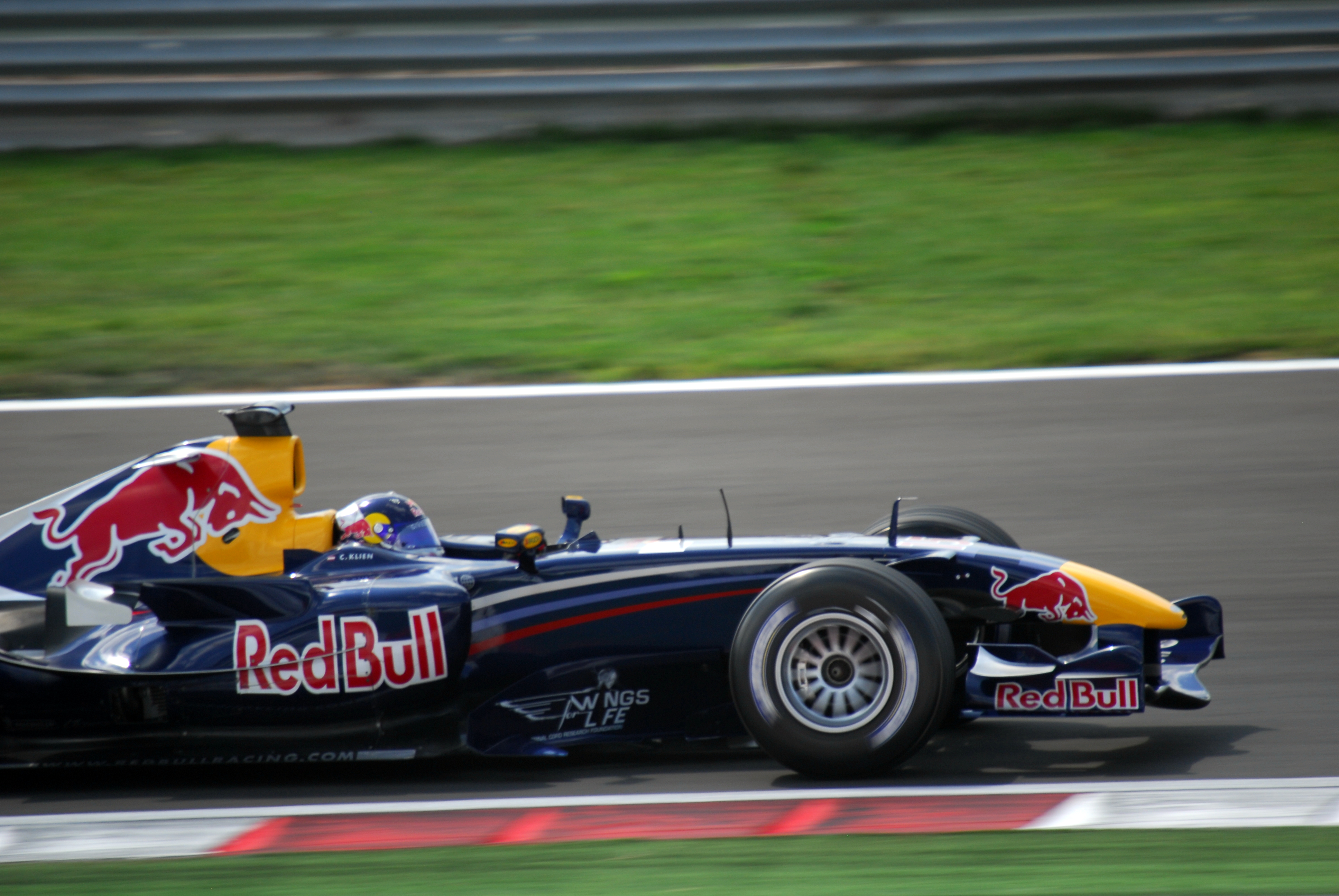
Christian Klien sur Red Bull au Grand Prix de Turquie

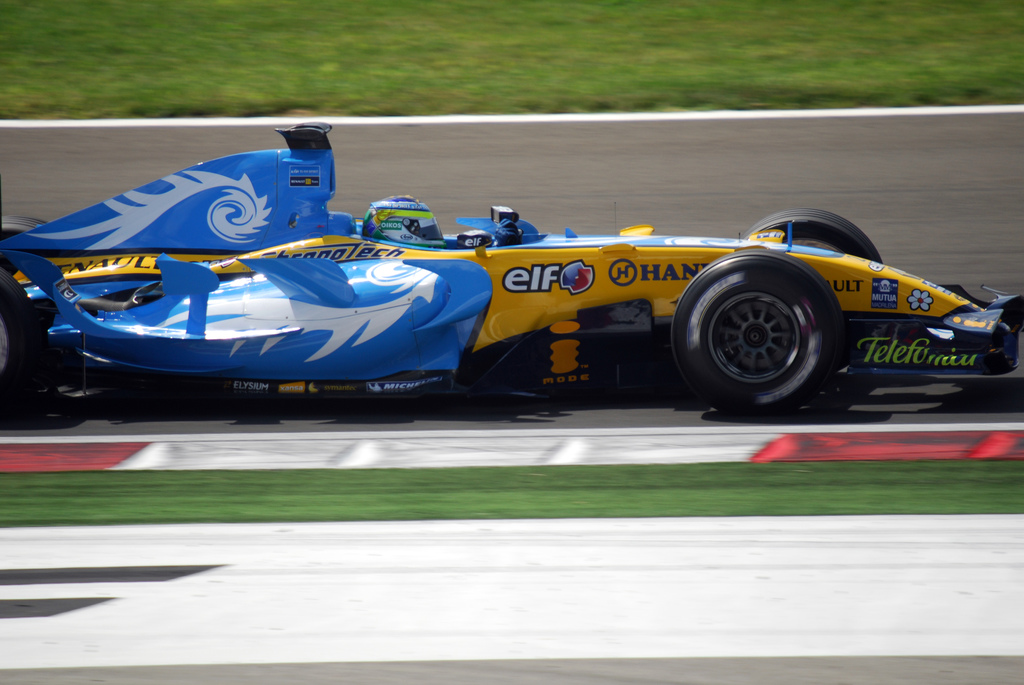
Giancarlo Fisichella sur Renault au Grand Prix de Turquie

| Pos  | No | Pilote               | Écurie              | Tours | Temps/Abandon                      | Grille | Points |
| ---- | -- | -------------------- | ------------------- | ----- | ---------------------------------- | ------ | ------ |
| 1    | 6  | Felipe Massa         | Ferrari             | 58    | 1 h 28 min 51 s 082 (208,903 km/h) | 1      | 10     |
| 2    | 1  | Fernando Alonso      | Renault             | 58    | + 5 s 575                          | 3      | 8      |
| 3    | 5  | Michael Schumacher   | Ferrari             | 58    | + 5 s 656                          | 2      | 6      |
| 4    | 12 | Jenson Button        | Honda               | 58    | + 12 s 334                         | 6      | 5      |
| 5    | 4  | Pedro de la Rosa     | McLaren-Mercedes    | 58    | + 45 s 908                         | 11     | 4      |
| 6    | 2  | Giancarlo Fisichella | Renault             | 58    | + 46 s 594                         | 4      | 3      |
| 7    | 7  | Ralf Schumacher      | Toyota              | 58    | + 59 s 337                         | 15     | 2      |
| 8    | 11 | Rubens Barrichello   | Honda               | 58    | + 1 min 00 s 034                   | 13     | 1      |
| 9    | 8  | Jarno Trulli         | Toyota              | 57    | + 1 tour                           | 12     |        |
| 10   | 9  | Mark Webber          | Williams-Cosworth   | 57    | + 1 tour                           | 9      |        |
| 11   | 15 | Christian Klien      | Red Bull-Ferrari    | 57    | + 1 tour                           | 10     |        |
| 12   | 17 | Robert Kubica        | BMW Sauber          | 57    | + 1 tour                           | 8      |        |
| 13   | 21 | Scott Speed          | Toro Rosso-Cosworth | 57    | + 1 tour                           | 17     |        |
| 14   | 16 | Nick Heidfeld        | BMW Sauber          | 56    | + 2 tours                          | 5      |        |
| 15   | 14 | David Coulthard      | Red Bull-Ferrari    | 55    | Boîte de vitesses                  | 16     |        |
| Abd. | 19 | Christijan Albers    | Midland F1-Toyota   | 46    | Sortie de piste                    | 22     |        |
| Abd. | 22 | Takuma Satō          | Super Aguri-Honda   | 41    | +17 Tours                          | 21     |        |
| Abd. | 10 | Nico Rosberg         | Williams-Cosworth   | 25    | Fuite d'eau                        | 14     |        |
| Abd. | 23 | Sakon Yamamoto       | Super Aguri-Honda   | 23    | Sortie de piste                    | 20     |        |
| Abd. | 20 | Vitantonio Liuzzi    | Toro Rosso-Cosworth | 12    | Sortie de piste                    | 18     |        |
| Abd. | 3  | Kimi Räikkönen       | McLaren-Mercedes    | 1     | Accident                           | 7      |        |
| Abd. | 18 | Tiago Monteiro       | Midland-Toyota      | 0     | Accident                           | 19     |        |

### Pole position et record du tour
- Pole position :  Felipe Massa (Ferrari) en 1 min 26 s 907 (vitesse moyenne : 221,119 km/h)[1].
- Meilleur tour en course :  Michael Schumacher (Ferrari) en 1 min 28 s 005 (vitesse moyenne : 218,360 km/h) au cinquante-cinquième tour[2].

### Tours en tête
- Felipe Massa (Ferrari) : 54 tours (1-39 / 44-58) ;
- Michael Schumacher (Ferrari) : 4 tours (40-43)[3].

## Classements généraux à l'issue de la course
| Pos. | Pilote               | Écurie              | Points |
| ---- | -------------------- | ------------------- | ------ |
| 1    | Fernando Alonso      | Renault             | 108    |
| 2    | Michael Schumacher   | Ferrari             | 96     |
| 3    | Felipe Massa         | Ferrari             | 62     |
| 4    | Giancarlo Fisichella | Renault             | 52     |
| 5    | Kimi Räikkönen       | McLaren-Mercedes    | 49     |
| 6    | Jenson Button        | Honda               | 36     |
| 7    | Juan Pablo Montoya   | McLaren-Mercedes    | 26     |
| 8    | Rubens Barichello    | Honda               | 22     |
| 9    | Nick Heidfeld        | BMW Sauber F1 Team  | 19     |
| 10   | Ralf Schumacher      | Toyota              | 16     |
| 11   | David Coulthard      | Red Bull-Ferrari    | 14     |
| 12   | Pedro de la Rosa     | McLaren-Mercedes    | 10     |
| 13   | Jarno Trulli         | Toyota              | 10     |
| 14   | Jacques Villeneuve   | BMW Sauber F1 Team  | 7      |
| 15   | Mark Webber          | Williams-Toyota     | 6      |
| 16   | Nico Rosberg         | Williams-Toyota     | 4      |
| 17   | Christian Klien      | Red Bull-Ferrari    | 2      |
| 18   | Vitantonio Liuzzi    | Toro Rosso-Cosworth | 1      |

| Pos. | Écurie              | Points |
| ---- | ------------------- | ------ |
| 1    | Renault             | 160    |
| 2    | Ferrari             | 158    |
| 3    | McLaren-Mercedes    | 89     |
| 4    | Honda               | 58     |
| 5    | Toyota              | 28     |
| 6    | BMW Sauber          | 26     |
| 7    | Red Bull-Ferrari    | 16     |
| 8    | Williams-Toyota     | 10     |
| 9    | Toro Rosso-Cosworth | 1      |

## Statistiques
- 1re pole position et 1re victoire pour Felipe Massa.
- 189e victoire pour Ferrari en tant que constructeur et motoriste.